# ADEOS-I
ADEOS-I, (Advanced Earth Observing Satellite-I, ou en japonais : Midori-I, Midori signifie « Vert »), est un satellite d'observation de la Terre lancé par la NASDA le 17 août 1996, depuis la base de lancement de Tanegashima par le lanceur H-II # 4.
La mission prend fin en juin 1997 après que le satellite subit des dommages structurels à son panneau solaire. Son successeur, ADEOS-II, est lancé en 2002. Comme la première mission, elle se termine après moins d'un an - également à la suite de dysfonctionnements de son panneau solaire.

## Objectifs
ADEOS-I est conçu pour observer les changements environnementaux sur Terre, en se concentrant sur le réchauffement climatique, la destruction de la couche d'ozone et la déforestation.
À bord du satellite se trouvent huit instruments développés par la NASDA, la NASA et le CNES. Le balayeur (scanner) de la température et de la couleur des océans (Ocean Color and Temperature Scanner - OCTS) est un radiomètre à balayage (whiskbroom (en)) développé par la NASDA. Le radiomètre infrarouge et visible (Advanced Visible and Near Infrared Radiometer - AVNIR), radiomètre à balayage opto-électronique avec des capteurs CCD, est également produit par la NASDA. Le diffusomètre de la NASA (NASA Scatterometer - NSCAT), développé avec le Jet Propulsion Laboratory, utilise des signaux Doppler à faisceau en éventail pour mesurer la vitesse du vent sur des étendues d'eau. Le spectromètre de cartographie de l'ozone total (Total Ozone Mapping Spectrometer - TOMS) est aussi construit par la NASA pour étudier les modifications à la couche d'ozone de la Terre. Le polarimètre pour la mesure de la réflectance de la Terre (Polarization and Directionality of the Earth's Reflectance - POLDER-1) est mis au point par le CNES et lancé aussi sur ADEOS-II. Le spectromètre atmosphérique amélioré pour mesurer le rayonnement infrarouge de l'atmosphère (Improved Limb Atmospheric Spectrometer - ILAS) est mis au point par la NASDA et l'Agence japonaise de l’environnement et utilise des spectromètres à réseau de diffraction pour mesurer les propriétés des gaz à l'état de traces en utilisant l'occultation solaire. Le rétroréflecteur spatial (Retroreflector In-Space - RIS) et le moniteur interférométrique pour l'étude des gaz à effet de serre (Interferometric Monitor for Greenhouse Gases - IMG) sont tous deux développés par le Japon et étudient les gaz à l'état de traces dans l'atmosphère et les gaz à effet de serre, respectivement.

## Mission

### Échec
Le 28 août 1996, le satellite ajuste son attitude pour contrôler son orbite. À la suite de cette manœuvre, le panneau solaire reçoit la lumière du soleil par l'arrière. Cela provoque une dilatation du mât du panneau solaire et une contraction de la couverture du panneau, ce qui met sous tension un joint soudé du panneau, qui finit par se rompre.
La communication finale du satellite est reçue à 7 h 21 TU le 30 juin 1997, 10 mois après son lancement.

## Sources
- David Darling, « ADEOS (Advanced Earth Observing Satellite) », Dundee, The Internet Encyclopedia of Science, 2010 (consulté le 23 septembre 2010).
- « ADEOS (Advanced Earth Observing Satellite) / Midori », sur Earth Observation Portal, Frascati, Italy, ESA Centre for Earth Observation, 2008 (version du 21 juillet 2011 sur Internet Archive).
- ADEOS Project Overview, « Advanced Earth Observing Satellite », Chōfu, Tokyo, Japan Aerospace Exploration Agency, 1998 (consulté le 23 septembre 2010).
- Earth Observation Research and Application Center, « Advanced Earth Observing Satellite », Chōfu, Tokyo, Japan Aerospace Exploration Agency, 2005 (consulté le 23 septembre 2010).
- Satellite News Digest, « Midori I (ADEOS I) », Luebeck, Germany, Sat-ND, 2006 (consulté le 18 septembre 2010).
- Satellite News Digest, « Midori II (ADEOS II) », Luebeck, Germany, Sat-ND, 2003 (consulté le 25 septembre 2010).